# Thérèse Kuoh-Moukoury
Cet article possède un paronyme, voir Moukouri.
Thérèse Kuoh-Moukoury,  née le 7 février 1938, est une femme de lettres camerounaise, féministe, par ailleurs, magistrate et consultante. Elle a ouvert la voie à une importante littérature d'auteures au Cameroun.

## Biographie
Thérèse Kuoh-Moukoury est née en 1938 à Yaoundé, au Cameroun, Son père est Jacques Kuoh-Moukouri (Moukouri étant son prénom africain), administrateur de la France d'outre-mer  après l'indépendance du pays, également ambassadeur du Cameroun aux États-Unis et au Canada. Elle est l'une de ses huit enfants. Après l'enseignement primaire, elle continue ses études en France, et étudie le droit à Paris, avec une spécialisation en droits de l'enfant. Devenue magistrate, elle occupe plusieurs fonctions. Elle est membre fondatrice et assure également la présidence de l'Union des Femmes africaines et malgaches (d) dans les années 1960 et 1970. Elle intervient ensuite comme experte auprès de différents gouvernements africains ou d'organisations internationales,.
Elle fonde en 1968 la revue Belle pour les femmes africaines. Elle représente l'Afrique lors de la conférence internationale des états généraux de la femme (d) à Paris en 1970.

## Œuvre littéraire
En parallèle de ces activités, Kuoh-Moukoury est surtout connue pour ses œuvres littéraires. Son roman Rencontres essentielles, est publié en 1969. Il raconte l'histoire de Flo, une femme qui ne parvient plus à avoir d'enfants à la suite d'une fausse couche, et ses luttes pour garder son mari.  Cet ouvrage est généralement considéré comme le premier roman écrit par une femme en Afrique francophone, le premier texte en prose imprimé par une femme en Afrique francophone étant Ngonda, en 1958, l'autobiographie de Marie-Claire Matip, une autre Camerounaise (née également en 1938).
En 1973, elle publie un essai, Les couples dominos, qui aborde le sujet de la dynamique de couples interraciaux. Elle est également l'auteur de nombreux articles sur le militantisme politique et le féminisme en Afrique subsaharienne. 
Thérèse Kuoh-Moukoury est considérée comme une pionnière qui a influencé et ouvert la voie à une série d'auteures au Cameroun, telles Rabiatou Njoya, Delphine Zanga Tsogo, Calixthe Beyala, puis, plus récemment, Léonora Miano et Élizabeth Tchoungui.